# Diadelia bispinipennis
Diadelia bispinipennis là một loài bọ cánh cứng trong họ Cerambycidae.